# Stan Valckx
Stanislaus Henricus Christina Valckx (nacido el 20 de octubre de 1963 en Arcén, Limburgo) es un exfutbolista neerlandés.

## Trayectoria
Su primer club profesional fue el VVV-Venlo, en el cual estuvo cinco años. Después fichó por el PSV Eindhoven en el que se mantuvo todo el resto de su carrera exceptuando un pequeño paréntesis entre 1992 al 1995, en los que jugó para el Sporting de Lisboa.

## Selección nacional
Ha sido internacional con la Selección de fútbol de los Países Bajos en 20 ocasiones en la que no ha anotado ningún gol.

### Participaciones en Copas del Mundo
| Mundial                        | Sede           | Resultado   |
| ------------------------------ | -------------- | ----------- |
| Copa Mundial de Fútbol de 1994 | Estados Unidos | 4° de final |

## Clubes
| Club            | País         | Año       |
| --------------- | ------------ | --------- |
| VVV-Venlo       | Países Bajos | 1983–1988 |
| PSV Eindhoven   | Países Bajos | 1988–1992 |
| Sporting Lisboa | Portugal     | 1992–1995 |
| PSV Eindhoven   | Países Bajos | 1995–2000 |

## Palmarés

### Campeonatos nacionales
| Título                        | Club               | País         | Año  |
| ----------------------------- | ------------------ | ------------ | ---- |
| Eredivisie                    | PSV Eindhoven      | Países Bajos | 1989 |
| Copa de los Países Bajos      | PSV Eindhoven      | Países Bajos | 1989 |
| Copa de los Países Bajos      | PSV Eindhoven      | Países Bajos | 1990 |
| Eredivisie                    | PSV Eindhoven      | Países Bajos | 1991 |
| Eredivisie                    | PSV Eindhoven      | Países Bajos | 1992 |
| Copa de Portugal              | Sporting de Lisboa | Portugal     | 1995 |
| Supercopa de los Países Bajos | PSV Eindhoven      | Países Bajos | 1996 |
| Copa de los Países Bajos      | PSV Eindhoven      | Países Bajos | 1996 |
| Supercopa de los Países Bajos | PSV Eindhoven      | Países Bajos | 1997 |
| Eredivisie                    | PSV Eindhoven      | Países Bajos | 1997 |
| Supercopa de los Países Bajos | PSV Eindhoven      | Países Bajos | 1998 |
| Eredivisie                    | PSV Eindhoven      | Países Bajos | 2000 |